# Ламбер, Франсуа Ксавье
Франсуа Ксавье Ламбер (фр. Francois Xavier Lambert, 6 февраля 1833 — 18 сентября 1920) — канадский шахматист и шахматный функционер. Вице-президент Канадской шахматной ассоциации (организации, являвшейся предшественницей Канадской шахматной федерации). Победитель чемпионата Канады 1884 г. (турнир проходил в Оттаве). Также участвовал в чемпионате Канады 1875 г. (в этом турнире, также состоявшемся в Оттаве, победил Джордж Джексон).